# Dalea carthagenensis
Dalea carthagenensis är en ärtväxtart som först beskrevs av Nikolaus Joseph von Jacquin, och fick sitt nu gällande namn av James Francis Macbride. Dalea carthagenensis ingår i släktet Dalea, och familjen ärtväxter.

## Underarter
Arten delas in i följande underarter:
- D. c. barbata
- D. c. brevis
- D. c. capitulata
- D. c. carthagenensis
- D. c. floridana
- D. c. isthmicola
- D. c. pilocarpa
- D. c. portoricana
- D. c. trichocalyx